# Разрежённый файл

Расположение на диске двух одинаковых файлов:
сверху и посередине — обыкновенный файл;
снизу — разрежённый файл;
зелёные области — данные;
серые области — дыры

Разрежённый файл (англ. sparse file) — файл, в котором последовательности нулевых байтов заменены на информацию об этих последовательностях (список дыр).
Дыра (англ. hole) — последовательность нулевых байт внутри файла, не записанная на диск. Информация о дырах (смещение от начала файла в байтах и количество байт) хранится в метаданных ФС.

## Преимущества и недостатки
Преимущества:
- экономия дискового пространства. Использование разрежённых файлов считается одним из способов сжатия данных на уровне файловой системы;
- отсутствие временных затрат на запись нулевых байт;
- увеличение срока службы запоминающих устройств.

Недостатки:
- накладные расходы на работу со списком дыр;
- фрагментация файла при частой записи данных в дыры;
- невозможность записи данных в дыры при отсутствии свободного места на диске;
- невозможность использования других индикаторов дыр, кроме нулевых байт.

## Поддержка
Для реализации поддержки разрежённых файлов требуются:
- возможность записи метаданных в ФС;
- поддержка со стороны системного и прикладного ПО.

Следующие ФС поддерживают разрежённые файлы: BTRFS, NILFS, ZFS, NTFS, ext2, ext3, ext4, XFS, JFS, ReiserFS, Reiser4, UFS, Rock Ridge, UDF, ReFS, APFS, F2FS.
Следующее ПО поддерживает работу с разрежёнными файлами:
- uTorrent — клиент файлообменной сети, работающей по протоколу BitTorrent;
- qBittorrent — клиент файлообменной сети, работающей по протоколу BitTorrent;
- eMule — клиент файлообменной сети eDonkey2000;
- Aria2 — программа для скачивания файлов
- Far manager — файловый менеджер;
- VirtualBox — виртуальная машина;
- и другое.

## Применение
Разрежённые файлы используются для хранения контейнеров, например:
- образов дисков виртуальных машин;
- резервных копий дисков и/или разделов, созданных спец. ПО.

## Команды
Команды для работы с разрежёнными файлами.
Linux:
- создание разрежённого файла размером 200 Гб:

```
dd
 
if
=
/dev/zero
 
of
=
./sparse-file
 
bs
=
1
 
count
=
0
 
seek
=
200G

# или

truncate
 
-s200G
 
./sparse-file

```

- преобразование обычного файла в разрежённый (выполнение поиска дыр и записи их расположения (смещений и длин) в метаданные файла):

```
cp
 
--sparse
=
always
 
./simple-file
 
./sparse-file

```

- сохранение копии диска в разрежённый файл утилитой ddrescue:

```
ddrescue
 
--sparse
 
/dev/sdb
 
./sparse-file
 
./history.log

```

Windows:
- создание (не разрежённого) файла размером 200 Гб (214 748 364 800 байт) (размер задаётся в байтах):

```
fsutil file createnew some-file 214748364800

```

- установка флага «разрежённый» (поиск дыр внутри файла не выполняется):

```
fsutil sparse setflag some-file

```

- удаление флага «разрежённый» :

```
fsutil sparse setflag some-file 0
```

- получение значения флага «разрежённый»:

```
fsutil sparse queryflag some-file

```

- пометка области файла, как дыры (смещение и длина задаются в байтах):

```
fsutil sparse setrange some-file 0 214748364800

```

## Особенности
- При чтении из дыры возвращаются нулевые байты; обращения к диску не происходит (предполагается, что карты расположения областей уже прочитаны с диска из метаданных файла и находятся в памяти).
- При записи в дыру запускается алгоритм поиска свободного места (свободных блоков) на диске. Если блоки найдены, данные будут записаны. Зачастую найденные блоки расположены на диске далеко от блоков с уже записанным содержимым файла; это приводит к фрагментации ФС. Если место на диске закончится, алгоритм не найдёт ничего и запись не будет выполнена (write() сообщит о нехватке свободного места, а, если файл использовался с помощью mmap(), произойдёт ошибка segmentation fault).
- Запись в произвольное место разрежённого файла, как правило, приводит к большой фрагментации ФС.
- Разрежённые файлы не всегда корректно копируются; при копировании файла вместо информации о дырах на диск могут быть записаны нулевые байты. Для Linux правильное копирование выполняется командой cp с ключом --sparse. Реализовать правильное копирование можно двумя способами: 1) искать области, заполненные нулевыми байтами (дыры), и выполнять seek() (вместо записи нулей с помощью write()); 2) получить карту расположения файла на диске с помощью fibmap().
- Пометить произвольную область файла как дыру позволяет системный вызов fallocate() с флагом punch hole[3] («пробить дырку»). Системный вызов не только освободит место на диске, но ещё и выполнит команду TRIM у SSD-дисков для блоков указанной области.
- Так как адресация в большинстве ФС осуществляется с помощью блоков[4], то смещение и размер дыр не могут быть произвольными, а должны быть кратны размеру блока (выровнены по размеру блока). Размер блока постоянен для одного раздела. Таким образом, нельзя сделать «дыру» в пару байт; при такой попытке драйвер ФС запишет на диск нулевые байты.
- Утилиты для отображения размера файла обычно выводят реальный размер файла (в байтах) и размер, занимаемый файлом на диске (в блоках ФС[4] или байтах). Разрежённый файл может занимать меньше места на диске.
- Обратите внимание, что системный вызов fallocate() с флагом 0 выделяет блоки под файл и помечает их, как «заполненные нулевыми байтами». Это позволяет почти мгновенно создать большой файл без записи нулевых байтов на диск. Отличие от разрежённых файлов заключается в резервировании блоков; блоки под файл выделяются сразу; при записи в блок флаг «заполнен нулевыми байтами» снимается; если на диске закончится свободное место, при записи в область, содержащую нулевые байты, ошибки не возникнет. Команда TRIM у SSD-дисков вызывается и для этого случая.